# Huaricoto
Huaricoto es un sitio arqueológico situado en la sierra norcentral del Perú, en el distrito de Marcará, provincia de Carhuaz,  departamento de Áncash. Presenta restos de un santuario o centro ceremonial del  periodo arcaico tardío, y que se prolonga hasta el formativo, de 2800 a 200 a. C. Forma parte de una tradición de templos provistos de fogones que floreció en la región norcentral del Perú, en tiempos anteriores a Chavín de Huántar (Tradición Mito).

## Ubicación geográfica
Se encuentra ubicado a 2750 m s. n. m., en la parte central de Callejón de Huaylas, en las vertientes bajas de la Cordillera Blanca, sobre la margen derecha del río Santa. Pertenece a la jurisdicción del distrito de Marcará de la provincia de Carhuaz del departamento de Áncash. Actualmente se halla rodeado de cultivos y casas, por lo que se encuentra en constante riesgo de deterioro.

## Toponimia
Este nombre es de ancestro quechua que proviene de wari, posible referencia a los huaris y qutu, que significa resto o montón. De tal modo huaricoto significa restos de los huaris.

## Estudios
Las primeras referencias de este sitio arqueológico las presentaron Gary Vescelius y Hernán Amat, investigadores asociados al Proyecto Cornell-Perú, por la década de 1960. Posteriormente realizaron excavaciones los arqueólogos Richard Burger, Lucy Salazar-Burger y Abelardo Sandoval Millones, entre los años 1978 y 1980, quienes reportaron varias fases de ocupación con una secuencia de fogones ceremoniales, los cuales evidenciaban la existencia de un sistema religioso.  Se trataba de un tipo de culto enmarcado en el fuego, que los investigadores denominaron Tradición Religiosa Kotosh, ya que fue en Kotosh donde por primera vez se hallaron los vestigios de un culto similar.
En junio de 2006 el Instituto Nacional de Cultura-Áncash realizó la delimitación del área intangible de Huaricoto, elaborándose la expedición técnica para declaratoria como patrimonio cultural de la nación.

## Cronología
Burger propuso la fecha de 2796 a. C. para los inicios de la construcción de estructuras rituales en Huaricoto. Como santuario siguió vigente hasta los 200 a. C. En el transcurso del tiempo experimentó ampliaciones, así como también cambios formales que terminaron por convertirlo en un pequeño templo.

## Descripción
Este sitio arqueológico es relativamente pequeño, compuesto por una superposición de trece construcciones que se inician en el Arcaico Tardío y terminan en el Formativo Superior. En ellas se hallaron los restos de 12 fogones sin ducto de ventilación, a excepción de uno, que además tiene doble piso y trazo circular. Se aprecia además canales de drenaje, muros de piedras y una plaza circular. Actualmente estas evidencias están cubiertas por tierra, selladas por los mismos investigadores para su protección.

## Fases de su desarrollo
Tomando como base  el desarrollo de la cerámica, Richard Burger y Lucy Salazar-Burger dividieron en cuatro las fases de Huaricoto:
- Chaukayán (2200-1800 a. C.), la más antigua fase, sin cerámica. Empieza la construcción de la estructura ceremonial según la Tradición Kotosh.
- Toril: (1800-1400 a. C.). Se introduce la cerámica, cuyos ejemplares son de pocas formas y poca decoración no figurativa.
- Huaricoto: (1400-800 a. C.), con cerámica más variada, con diferentes formas y técnicas decorativas.
- Capilla: Dividida en Temprana (800-600 a. C.) y Tardía (600-200 a. C.), con cerámica que se asemeja más a la de Chavín.

## Tradición Kotosh o de los Altares de Fuego
Este centro ceremonial pertenece, como ya dijimos, a la «Tradición Religiosa Kotosh», llamada también «Tradición Mito» o «Tradición de los Altares del Fuego Sagrado», en la que también se enmarcan diversos santuarios hallados en Kotosh (Huánuco), La Galgada (Pallasca, Áncash), Huacaloma (Cajamarca) y Caral (Supe, Lima). Se trata de sitios donde se desarrollaron ceremonias basadas en un tipo de culto enmarcado en el fuego, probablemente dirigidos por sacerdotes astrónomos, que formarían la casta dirigente de aquellas sociedades antiguas.
El recinto cuenta con un fogón central, dotado de ducto de ventilación subterráneo. En dicho fogón se incineraban ofrendas, que consistían en alimentos, tejidos, objetos especialmente hechos o traídos de lugares lejanos, etc.  La investigación científica ha determinado la presencia de restos de carne, conchas de mar y cuarzo cristalino.
Desconocemos la finalidad de este tipo de rituales. Según Kauffman: «Acaso se trate de prácticas pluviomágicas, similares a las que todavía se realizan en algunas zonas apartadas andinas, encendiendo los campesinos fogatas en determinadas colinas en las noches, en la creencia de poder atraer la lluvia.» Lo cierto es que este sistema religioso prosperó por unos 2000 años, particularmente en la zona del Callejón de Huaylas.
Los huaricoto era una sociedad dedicda a la agricultura, aprovechando el clima templado de la región Quechua. Complementaban su dieta con la caza del venado y de camélidos silvestres.